# 蓋蒂特河

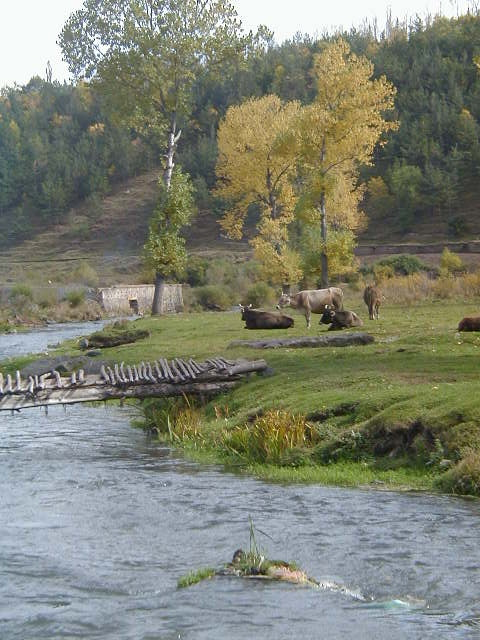

蓋蒂特河，是亞美尼亞的河流，屬於阿克斯塔法河的右支流，河道全長58公里，流域面積586平方公里，發源自塞凡附近，河水主要來自融雪和雨水。